# Liste der Ehrensenatoren der Universität Innsbruck
Die Liste der Ehrensenatoren der Universität Innsbruck listet alle Personen auf, die von der Universität Innsbruck seit 1945 die Ehrensenatorenwürde erhalten haben, chronologisch sortiert nach dem Jahr der Verleihung.

## Ehrensenatoren

### 1955–1960
- 1955: Karl Rudolf Baer, Hans Fillié, Paul Gatzke, Ernst Kolb, Othmar Reiter, Alfred Swarovski, Hans Karl Urban
- 1956: Paul Schwarzkopf
- 1957: Theodor Rittler
- 1958: Eduard Reut-Nicolussi
- 1959: Fritz Miller, Karl Schröder, Karl Tinzl

### 1961–1970
- 1961: Alfred Bruckmann, Karl Schutz
- 1962: Josef Anton Mayr
- 1963: Max Auwärter, Max Kade, Gustav Markt
- 1965: Ludwig von Ficker, Karl Innerebner, Josef Schadler
- 1966: Fritz Kiehn, Alois Lugger, Ernst Piepenstock, Eduard Wallnöfer
- 1967: Karl Fellinger, Max Koehler, Konrad Lohse, Ernst Schmidt
- 1968: Alfred Toepfer
- 1969: Isidor Amreich, Herbert Batliner, Franz Brücke, Anton Hittmair, Heinrich Jettmar, Franz Josef Lang, Hubert Salmen, Richard Wagner
- 1970: Anton Cornet, Karl-Heinz Imhausen, Herbert Keßler, Silvius Magnago, Hanns Martin Schleyer, Daniel Swarovski, Manfred Swarovski

### 1971–1980
- 1971: Georg Gruber, Ludwig Hörbst, Karl Heinz Lunke, Otto Schaumann
- 1972: Fritz Kolke
- 1973: Walther Amonn, Willi Mommert
- 1974: Karl Finsterwalder
- 1976: Erich Hayek, Hans Kinzl, Heinrich Menardi, Fritz Prior, Anton Zelger
- 1978: Josef Rieger
- 1979: Eberhard von Brauchitsch, Herbert Salcher
- 1980: Karl Mitterdorfer

### 1981–1990
- 1981: Rudolf Kathrein, Werner Premauer, Günther Schlenck
- 1982: Fritz Heiss, Maha Chakri Sirindhorn, Hans Winetzhammer
- 1983: Robert von Fioreschy, Franz Josef II
- 1984: Theodor Seykora
- 1985: Martin Hilti, Karl Kunst
- 1986: Roland Riz, Giuseppe Zuccalá
- 1987: Hans Brunhart, Fritz Greiderer, Fridolin Zanon
- 1988: Helmut Schäfer, Otto Vest-Rusan
- 1989: Martin Kramer

### 1991–2000
- 1991: Michael Pega
- 1993: Alois Partl, Gert Vogt
- 1995: Rene Alfons Haiden
- 1998: Helmut Fröhlich, Fritz Hakl, Günther Kühnle
- 1999: Franz Loicht, Wendelin Weingartner
- 2000: Erhard Busek[1], Arthur Thöni[2], Franz Vranitzky[3]

### 2001–2010
- 2001: Hansjörg Jäger, Martin Purtscher, Helmut Swarovski[4]
- 2002: Ernst Wunderbaldinger, Hermann Sendele[5]
- 2003: Michael Grau, Josef Propst[6]
- 2005: Herwig van Staa[7]
- 2006: Ferdinand Eberle, Hilde Zach[8]
- 2007: Bernhard Hippler, Klaus Liebscher, Manfred Niedner[9]
- 2008: Luis Durnwalder, Franz-Josef Kortüm, Herbert Sausgruber, Maria Schaumayer[10]
- 2009: Otto Saurer[11]
- 2010: Gerhard Brandstätter, Martin Steinmeyer[12]

### 2011–2020
- 2011: Franz Fischler, Sabina Kasslatter Mur, Christine Oppitz-Plörer[13]
- 2012: Hans-Adam II, Günther Platter[14]
- 2013: Ingeborg Hochmair-Desoyer, Johannes Michael Rainer, Peter Schröcksnadel[15]
- 2014: Maria Berger, Yorck Schmidt, Bernhard Tilg[16]
- 2015: Konrad Bergmeister, Daria De Pretis[17]
- 2016: Esther Fritsch, Sabine Herlitschka, Reinhard Schretter[18]
- 2017: Jürgen Bodenseer, Beate Palfrader[19]
- 2018: Georg Ott, Karlheinz Töchterle, Patrizia Zoller-Frischauf[20]
- 2019: Andrea Berghofer, Günther Berghofer, Michael Popp[21]

### 2021–2030
- 2022: Martin Herrenknecht, Arno Kompatscher, Georg Willi[22]
- 2023: Werner Ritter[23]
- 2024: W. Wolfgang Fleischhacker, Christian Marte[24]